# توم برادي
توم برادي (بالإنجليزية: Tom Brady)‏ هو لاعب كرة قدم أسترالية أسترالي، ولد في 1 مايو 1892 في غيلونغ في أستراليا، وتوفي بنفس المكان في 17 يوليو 1945.

## وصلات خارجية
- توم برادي على موقع AustralianFootball.com (الإنجليزية)
- توم برادي على موقع AFLtables.com (الإنجليزية)